# Groupe de Lie simple
En mathématiques, un groupe de Lie simple est un groupe de Lie non-abélien connexe G qui n'a pas de sous-groupes distingués connexes non triviaux. On déduit de la liste des groupes de Lie simples celle des algèbres de Lie simples et des espaces symétriques riemanniens.
En effet, avec le groupe de Lie commutatif des réels {\displaystyle \mathbb {R} }, et celui des nombres complexes de module 1, U(1) (le cercle unité), les groupes de Lie simples donnent les « blocs » qui composent tous les groupes de Lie connexes de dimension finie via l'opération d'extension de groupe. De nombreux groupes de Lie couramment rencontrés sont soit simples, soit « proches » de l'être : par exemple, le « groupe linéaire spécial » SL(n) de matrices n par n de déterminant égal à 1 est simple pour tout n > 1.
La première classification des groupes de Lie simples a été réalisée par Wilhelm Killing, ensuite affiné par Élie Cartan. La classification finale est appelée la classification de Killing-Cartan.

## Définition
Une définition équivalente d'un groupe de Lie simple découle de la correspondance de Lie : Un groupe de Lie connexe est simple si son algèbre de Lie est simple. Un point technique important est qu’un groupe de Lie simple peut contenir des sous-groupes distingués discrets. Pour cette raison, la définition d'un groupe de Lie simple n'est pas équivalente à la définition d'un groupe de Lie simple en tant que groupe abstrait.
Notons qu'il n’existe pas de définition universellement acceptée d’un groupe de Lie simple. En particulier, il n’est pas toujours défini comme étant un groupe de Lie qui soit simple en tant que groupe abstrait. Les auteurs diffèrent sur la question de savoir si un groupe de Lie simple doit être connexe, ou s'il est autorisé à avoir un centre non trivial.
Dans cet article, on classifie les groupes de Lie simples connexe de centre trivial (c'est-à-dire commutatif). Une fois ceux-ci connus, ceux avec un centre non trivial sont faciles à lister comme suit. Tout groupe de Lie simple de centre trivial possède un revêtement universel, dont le centre est le groupe fondamental du groupe de Lie simple. Les groupes de Lie simples correspondants avec centre non trivial peuvent être obtenus comme quotients de cette couverture universelle par un sous-groupe du centre.

### Définitions alternatives
La définition la plus courante est qu'un groupe de Lie est simple s'il est connexe, non-abélien, et que chaque sous-groupe distingué fermé connexe est soit l'identité, soit le groupe entier. En particulier, les groupes simples sont autorisés à avoir un centre non trivial, et {\displaystyle \mathbb {R} } n'est pas simple.
Les groupes de Lie simples comprennent de nombreux groupes de Lie classiques, qui apparaissent souvent en géométrie sphérique, en géométrie projective et aux géométries associées au sens du programme d'Erlangen de Felix Klein. Il est apparu au cours de la classification des groupes de Lie simples qu'il existe également plusieurs possibilités exceptionnelles ne correspondant à aucune géométrie familière. Ces groupes exceptionnels représentent de nombreux exemples et configurations particuliers dans d'autres branches des mathématiques, ainsi que dans la physique théorique contemporaine.
A titre de contre-exemple, le groupe linéaire général n'est ni simple, ni semi-simple. En effet, les matrices scalaires forment un sous-groupe distingué non trivial, échappant ainsi à la définition. De manière équivalente, l'algèbre de Lie correspondante a une forme de Killing dégénérée, car les multiples de l'identité correspondent à l'élément zéro de l'algèbre. Ainsi, l’algèbre de Lie correspondante n’est ni simple ni semi-simple. Un autre contre-exemple sont les groupes orthogonaux spéciaux en dimension paire. Ceux-ci ont dans leur centre {\displaystyle -I}, et cet élément est connecté par un chemin à l'élément identité {\displaystyle I}, et donc ces groupes échappent à la définition. Ces deux groupes sont des groupes réductifs.

## Idées connexes

### Algèbres de Lie simples
L'algèbre de Lie d'un groupe de Lie simple est une algèbre de Lie simple. Il s'agit d'une correspondance biunivoque entre les groupes de Lie simples connexes de centre trivial et des algèbres de Lie simples de dimension supérieure à 1. (Les auteurs diffèrent sur la question de savoir si l'algèbre de Lie unidimensionnelle doit être considérée comme simple.)
Sur les nombres complexes les algèbres de Lie semi-simples sont classées par leurs diagrammes de Dynkin, de types "ABCDEFG". Si L est une algèbre de Lie simple réelle, sa complexification est une algèbre de Lie simple complexe, à moins que L ne soit déjà la complexification d'une algèbre de Lie, auquel cas la complexification de L est le produit de deux copies de L. Cela réduit le problème de la classification des algèbres de Lie simples réelles à celui de trouver toutes les formes réelles de chaque algèbre de Lie simple complexe (c'est-à-dire les algèbres de Lie réelles dont la complexification est l'algèbre de Lie complexe donnée). Les différentes formes réelles correspondent aux classes d'automorphismes d'ordre au plus 2 de l'algèbre de Lie complexe.

### Espaces symétriques
Les espaces symétriques sont classés comme suit.
Premièrement, le revêtement universel d’un espace symétrique est toujours symétrique, on peut donc se réduire au cas des espaces symétriques simplement connexes. (Par exemple, le revêtement universel du plan projectif réel est une sphère.)
Deuxièmement, le produit d'espaces symétriques est symétrique, on se réduit à classer les espaces irréductibles simplement connexes (où irréductible signifie qu'ils ne peuvent pas être écrits comme un produit d'espaces symétriques plus petits).
Les espaces symétriques irréductibles simplement connexes sont la droite réelle, et exactement deux espaces symétriques correspondant à chaque groupe de Lie simple non compact G, un compact et un non compact.
1. Le groupe non compact est un revêtement du quotient de G par un sous-groupe compact maximal H ;
2. Le groupe compact est un revêtement du quotient de la forme compacte de G par le même sous-groupe H.

Cette dualité entre espaces symétriques compacts et non compacts est une généralisation de la dualité bien connue entre géométrie sphérique et hyperbolique.

### Espaces symétriques hermitiens
Un espace symétrique avec une structure complexe compatible est dit hermitien. Les espaces symétriques hermitiens irréductibles compacts simplement connexes se classifient en 4 familles infinies plus 2 familles exceptionnelles, et chacune a un dual non compact. De plus, le plan complexe est également un espace symétrique hermitien ; cela donne la liste complète des espaces symétriques hermitiens irréductibles.
Les quatre familles sont les types A III, B I et D I pour p = 2, D III et C I, et les deux exceptionnels sont des types E III et E VII de dimensions complexes 16 et 27.

### Notation
{\displaystyle \mathbb {R,C,H,O} } représentent les nombres réels, les nombres complexes, les quaternions et les octonions.
Les symboles tels que E6−26 dénotent les groupes exceptionnels, et l'exposant −26 est la signature d'une forme bilinéaire symétrique invariante négative définie sur le sous-groupe compact maximal. Elle est égale à la dimension du groupe moins deux fois la dimension d'un sous-groupe compact maximal.
Le groupe fondamental répertorié dans le tableau ci-dessous est le groupe fondamental du groupe simple à centre trivial. D'autres groupes simples avec la même algèbre de Lie correspondent à des sous-groupes de ce groupe fondamental (modulo l'action du groupe d'automorphisme externe).

## Classification complète
Les groupes de Lie simples sont entièrement classifiée. La classification s'énonce généralement en plusieurs étapes, à savoir :
- Classification des algèbres de Lie simples complexes. La classification des algèbres de Lie simples sur les nombres complexes par leur diagrammes de Dynkin.
- Classification des algèbres de Lie simples réelles. Chaque algèbre de Lie complexe simple possède plusieurs formes réelles, classées par une généralisation de son diagramme de Dynkin, appelées diagrammes de Satake, d'après Ichirô Satake.
- Classification des groupes de Lie simples sans centre. Pour chaque algèbre de Lie simple (réelle ou complexe) {\displaystyle {\mathfrak {g}}}, il existe un unique groupe de Lie simple « sans centre » {\displaystyle G} dont l'algèbre de Lie est {\displaystyle {\mathfrak {g}}} et qui a un centre trivial.
- Classification des groupes de Lie simples.

On peut montrer que le groupe fondamental de tout groupe de Lie est un groupe commutatif discret. Étant donné un sous-groupe (non trivial) {\displaystyle K\subset \pi _{1}(G)} du groupe fondamental d'un groupe de Lie {\displaystyle G}, on peut utiliser la théorie des revêtements pour construire un groupe {\displaystyle {\tilde {G}}^{K}} avec {\displaystyle K} inclut dans son centre. De plus, n'importe quel groupe de Lie (réel ou complexe) peut être obtenu en appliquant cette construction à des groupes de Lie sans centre. Noter que les groupes de Lie réels obtenus de cette manière peuvent ne pas provenir d'une forme réelle d'un groupe complexe. Un exemple très important d'un tel groupe réel est le groupe métaplectique, qui apparaît dans la théorie et la physique des représentations de dimension infinie. Quand on prend pour {\displaystyle K\subset \pi _{1}(G)} le groupe fondamental entier, le groupe de Lie résultant {\displaystyle {\tilde {G}}^{K=\pi _{1}(G)}} est le revêtement universel du groupe de Lie {\displaystyle G} sans centre, et est simplement connexe. En particulier, chaque algèbre de Lie (réelle ou complexe) correspond également à un unique groupe de Lie connexe et simplement connexe {\displaystyle {\tilde {G}}} avec cette algèbre de Lie, appelée « groupe de Lie simplement connexe » associé à {\displaystyle {\mathfrak {g}}.}

### Groupes de Lie compact
Chaque algèbre de Lie simple complexe a une unique forme réelle dont le groupe de Lie sans centre correspondant est compact. Il s’avère que le groupe de Lie simplement connexe dans ce cas est également compact. Les groupes de Lie compacts ont une théorie des représentations particulièrement exploitable en raison du théorème de Peter-Weyl. Tout comme les algèbres de Lie simples complexes, les groupes de Lie compacts sans centre sont classés par des diagrammes de Dynkin (classés pour la première fois par Wilhelm Killing et Élie Cartan).
Pour la série infinie (A, B, C, D) de diagrammes de Dynkin, un groupe de Lie compact connexe associé à chaque diagramme de Dynkin peut être explicitement décrit comme un groupe matriciel, le groupe de Lie compact sans centre correspondant étant décrit comme le quotient par un sous-groupe de matrices scalaires. Pour ceux de type A et C, nous pouvons trouver des représentations matricielles explicites du groupe de Lie simplement connexe correspondant sous forme de groupes matriciels.

## Aperçu de la classification
Les algèbres de Lie simples de dimension finie sur le corps ℂ des nombres complexes sont classifiées par les diagrammes de Dynkin. Il y a donc 4 familles d'algèbres de Lie simples (ou 3 si on considère {\displaystyle B_{n}} et {\displaystyle D_{n}} comme une même famille) et 5 algèbres de Lie exceptionnelles, correspondant chacune à un diagramme de Dynkin différent. On a de même une classification en série des groupes de Lie simples.
Ar a pour groupe compact associé simplement connexe le groupe spécial unitaire, SU(r +1) et pour groupe compact sans centre associé le groupe unitaire projectif PU(r + 1).
Br a pour groupes compacts sans centre associés les groupes spéciaux orthogonaux impairs, SO(2r+1). Ce groupe n'est cependant pas simplement connecxe : son revêtement universel (double) est le groupe spinoriel.
Cr a pour groupe associé simplement connecxe le groupe des matrices symplectiques unitaires, Sp(r) et comme groupe sans centre associé le groupe de Lie PSp(r) = Sp(r)/{I,−I} des matrices symplectiques unitaires projectives. Les groupes symplectiques ont un revêtement double par le groupe métaplectique.
Dr  a comme groupe compact associé les groupes spéciaux orthogonaux pairs, SO(2r) et comme groupe compact sans centre associé le groupe spécial orthogonal projectif PSO(2r) = SO(2r)/{I,−I}. Comme pour la série B, SO(r) n'est pas simplement connexe ; son revêtement universel est encore le groupe spinoriel, mais ce dernier possède encore un centre.
Le diagramme D2 est constitué de deux nœuds isolés, le même que A1 ∪ A1, et cette coïncidence correspond au morphisme de SU(2) × SU(2) à SO(4) donné par multiplication des quaternions ; voir quaternions et rotation dans l'espace. Ainsi SO(4) n’est pas un groupe simple. De plus, le diagramme D3 est le même que A3, correspondant à un morphisme de revêtements de SU(4) dans SO(6).
En plus des quatre familles Ai, Bi, Ci et Di ci-dessus, il existe cinq diagrammes de Dynkin dits exceptionnels G2, F4, E6, E7 et E8 ; ces diagrammes Dynkin exceptionnels sont également associés à des groupes compacts simplement connexes et sans centre. Cependant, les groupes associés aux familles exceptionnelles sont plus difficiles à décrire que ceux associés aux familles infinies, en grande partie parce que leurs descriptions font appel à des objets exceptionnels. Par exemple, le groupe associé à G2 est le groupe d'automorphisme des octonions, et le groupe associé à F4 est le groupe d'automorphisme d'une certaine algèbre d'Albert.

## Liste des groupes de Lie simple

### Abélien
|                                        | Dimension | Groupe d'automorphisme externe   | Dimension de l'espace symétrique | Espace symétrique            |
| -------------------------------------- | --------- | -------------------------------- | -------------------------------- | ---------------------------- |
| {\displaystyle \mathbb {R} } (abélien) | 1         | {\displaystyle \mathbb {R} ^{*}} | 1                                | {\displaystyle \mathbb {R} } |

Le groupe {\displaystyle \mathbb {R} } n'est pas "simple" en tant que groupe abstrait et, selon la plupart des définitions (mais pas toutes), il ne s'agit pas d'un groupe de Lie simple. De plus, la plupart des auteurs ne considèrent pas son algèbre de Lie comme une algèbre de Lie simple. Il est mentionné ici afin que la liste des "espaces symétriques irréductibles simplement connectés" soit complète. Notez que {\displaystyle \mathbb {R} } est le seul espace symétrique non compact sans dual compact (bien qu'il ait un quotient compact S1).

### Compact
|                    | Dimension | Rang réel | Groupe fondamental                       | Groupe d'automorphismes externes | Autres noms                                                              | Remarques |
| ------------------ | --------- | --------- | ---------------------------------------- | -------------------------------- | ------------------------------------------------------------------------ | --- |
| An (n ≥ 1) compact | n(n + 2)  | 0         | Cyclique, d'ordre n + 1                  | 1 si n = 1, 2 si n > 1           | groupe unitaire spécial projectif PSU(n + 1)                             | A1 est égal à B1 et C1                                                                                            |
| Bn (n ≥ 2) compact | n(2n + 1) | 0         | 2                                        | 1                                | groupe spécial orthogonal SO2n+1({\displaystyle \mathbb {R} })           | B1 est égal à A1 et C1. B2 est égal à C2.                                                                         |
| Cn (n ≥ 3) compact | n(2n + 1) | 0         | 2                                        | 1                                | groupe symplectique compact projectif PSp(n), PSp(2n), PUSp(n), PUSp(2n) | Hermitien. Structures complexes de Hn. Copies d'espace projectif complexe dans l'espace projectif quaternionique. |
| Dn (n ≥ 4) compact | n(2n − 1) | 0         | Ordre 4 (cyclique lorsque n est impair). | 2 si n > 4, S 3 si n = 4         | groupe spécial orthogonal projectif PSO2n({\displaystyle \mathbb {R} })  | D3 est égal à A3, D2 est égal à A12. D1 est abélien.                                                              |
| E6−78 compact      | 78        | 0         | 3                                        | 2                                |                                                                          | |
| E7-133 compact     | 133       | 0         | 2                                        | 1                                |                                                                          | |
| E8−248 compact     | 248       | 0         | 1                                        | 1                                |                                                                          | |
| F4−52 compact      | 52        | 0         | 1                                        | 1                                |                                                                          | |
| G2−14 compact      | 14        | 0         | 1                                        | 1                                |                                                                          | C'est le groupe d'automorphisme de l'algèbre de Cayley.                                                           |

### Complexe
|                     | Dimension réelle | Rang réel | Sous-groupe compact maximal | Groupe fondamental                      | Groupe des automorphismes extérieurs                                                                       | Autres noms | Dimension de l'espace symétrique | Espace symétrique compact | Espace symétrique non-compact                |
| ------------------- | ---------------- | --------- | --------------------------- | --------------------------------------- | --- | ----------- | -------------------------------- | ------------------------- | -------------------------------------------- |
| An (n ≥ 1) complexe | 2n(n + 2)        | n         | An                          | Cyclique, ordre n + 1                   | 2 si n = 1, 4 (non cyclique) si n ≥ 2 .                                                                    | PSLn+1(C)   | n(n + 2)                         | Groupe compact An         | Formes hermitiennes sur Cn +1 à volume fixe. |
| Bn (n ≥ 2) complexe | 2n(2n + 1)       | n         | Bn                          | 2                                       | Ordre 2 (conjugaison complexe)                                                                             | SO2n+1(C)   | n(2n + 1)                        | Groupe compact Bn         |                                              |
| Cn (n ≥ 3) complexe | 2n(2n + 1)       | n         | Cn                          | 2                                       | Ordre 2 (conjugaison complexe)                                                                             | PSp2n(C)    | n(2n + 1)                        | Groupe compact Cn         |                                              |
| Dn (n ≥ 4) complexe | 2n(2n − 1)       | n         | Dn                          | Ordre 4 (cyclique lorsque n est impair) | Non cyclique d'ordre 4 pour n > 4, Produit d'un groupe d'ordre 2 et du groupe symétrique S3 lorsque n = 4. | PSO2n(C)    | n (2 n − 1)                      | Groupe compact Dn         |                                              |
| E6 complexe         | 156              | 6         | E6                          | 3                                       | Ordre 4 (non cyclique)                                                                                     |             | 78                               | Groupe compact E6         |                                              |
| E7 complexe         | 266              | 7         | E7                          | 2                                       | Ordre 2 (conjugaison complexe)                                                                             |             | 133                              | Groupe compact E7         |                                              |
| E8 complexe         | 496              | 8         | E8                          | 1                                       | Ordre 2 (conjugaison complexe)                                                                             |             | 248                              | Groupe compact E8         |                                              |
| F4 complexe         | 104              | 4         | F4                          | 1                                       | 2 |             | 52                               | Groupe compact F4         |                                              |
| G2 complexe         | 28               | 2         | G2                          | 1                                       | Ordre 2 (conjugaison complexe)                                                                             |             | 14                               | Groupe compact G2         |                                              |

### Scindé
|                     | Dimension | Rang réel | Sous-groupe compact maximal | Groupe fondamental                  | Groupe d'automorphismes extérieurs | Autres noms                                           | Dimension de l'espace symétrique | Espace symétrique compact                                                                                         | Espace symétrique non-compact | Remarques                                        |
| ------------------- | --------- | --------- | --------------------------- | ----------------------------------- | ---------------------------------- | ----------------------------------------------------- | -------------------------------- | --- | --- | ------------------------------------------------ |
| An I (n ≥ 1) scindé | n(n + 2)  | n         | Dn/2 ou B(n−1)/2            | Cyclique infini si n = 1 2 si n ≥ 2 | 1 si n = 1 2 si n ≥ 2.             | PSLn+1(R)                                             | n(n + 3)/2                       | Structures réelles sur Cn+1 ou RPn dans CPn. Hermitien si n = 1, auquel cas on obtient la 2-sphère.               | Structures euclidiennes sur Rn+1. Hermitien si n = 1, le demi-plan de Poincaré ou le disque unité                                                                           |                                                  |
| Bn I (n ≥ 2) scindé | n(2n + 1) | n         | SO(n)SO(n+1)                | Non-cyclique, ordre 4               | 1                                  | SO(n,n+1) (composante connexe de l'identité de SO(n)) | n(n + 1)                         | | | B1 est égal à A1.                                |
| Cn I (n ≥ 3) scindé | n(2n + 1) | n         | An−1S1                      | Cyclique infini                     | 1                                  | PSp2n(R), PSp(2n,R), PSp(2n), PSp(n,R), PSp(n)        | n(n + 1)                         | Hermitien. Structures complexes de Hn. Copies d'espace projectif complexe dans l'espace projectif quaternionique. | Hermitien. Structures complexes de R2n compatible avec une forme symplectique. Copies d'espace projectif complexe dans l'espace projectif. Demi-espace supérieur de Siegel. | C2 est égal à B2, et C1 est égal à B1 et A1.     |
| Dn I (n ≥ 4) scindé | n(2n - 1) | n         | SO(n)SO(n)                  | ordre 4 si n impair, 8 si n pair    | 2 si n > 4, S3 si n = 4            | PSO(n,n) (composante connexe de l'identité de PSO(n)) | n2                               | | | D3 est égal à A3, D2 égal à A12, et est abélien. |
| E6 I scindé         | 78        | 6         | C4                          | ordre 2                             | ordre 2                            | E I                                                   | 42                               | | |                                                  |
| E7 V scindé         | 133       | 7         | A7                          | Cyclique, ordre 4                   | ordre 2                            |                                                       | 70                               | | |                                                  |
| E8 VIII scindé      | 248       | 8         | D8                          | 2                                   | 1                                  | E VIII                                                | 128                              | | |                                                  |
| F4 I scindé         | 52        | 4         | C3 × A1                     | ordre 2                             | 1                                  | F I                                                   | 28                               | Plans projectifs quaternioniques dans le plan projectif de Cayley.                                                | Plans projectifs quaternioniques hyperboliques dans le plan projectif hyperbolique de Cayley.                                                                               |                                                  |
| G2 I scindé         | 14        | 2         | A1 × A1                     | ordre 2                             | 1                                  | G I                                                   | 8                                | Sous-algèbres quaternioniques de l'algèbre de Cayley. Quaternion-Kähler.                                          | Sous-algèbres quaternioniques sans diviseurs de zéro de l'algèbre de Cayley sans diviseurs de zéro. Quaternion-Kähler.                                                      |                                                  |

### Autres
|                                          | Dimension        | Rang réel | Sous-groupe compact maximal | Groupe fondamental    | Groupe d'automorphismes extérieurs | Autres noms     | Dimension de l'espace symétrique | Espace symétrique compact | Espace symétrique non-compact | Remarques                                 |
| ---------------------------------------- | ---------------- | --------- | --------------------------- | --------------------- | ---------------------------------- | --------------- | -------------------------------- | --- | --- | ----------------------------------------- |
| A2n−1 II (n ≥ 2)                         | (2n − 1)(2n + 1) | n − 1     | Cn                          | ordre 2               |                                    | SLn(H), SU∗(2n) | (n − 1)(2n + 1)                  | Structures quaternioniques sur C2n compatible avec la structure hermitienne                                                                  | Copies de l'espace hyperbolique quaternionique (de dimension n - 1) dans l'espace hyperbolique complexe (de dimension 2n - 1).                                   |                                           |
| An III (n ≥ 1) p + q = n + 1 (1 ≤ p ≤ q) | n(n + 2)         | p         | Ap−1Aq−1S1                  |                       |                                    | SU(p,q), A III  | 2pq                              | Hermitien. Grassmannienne de p-sous-espaces de Cp+q. Si p r q is 2; quaternion-Kähler                                                        | Hermitien. Grassmannienne de p-sous-espaces définis positifs de Cp+q. si p ou q vaut 2, quaternion-Kähler                                                        | si p=q=1, scindé si p-q ≤ 1, quasi-scindé |
| Bn I (n > 1) p+q = 2n+1                  | n(2n + 1)        | min(p,q)  | SO(p)SO(q)                  |                       |                                    | SO(p,q)         | pq                               | Grassmannienne de p-sous-espaces de Rp,q. si p ou q vaut 1, espace projectif si p ou q vaut 2; hermitien si p ou q vaut 4, quaternion-Kähler | Grassmannienne de p-sous-espaces définis positifs de Rp,q. si p ou q vaut 1, espace hyperbolique si p ou q vaut 2, hermitien si p ou q vaut 4, quaternion-Kähler | si p-q ≤ 1, scindé.                       |
| Cn II (n > 2) n = p+q (1 ≤ p ≤ q)        | n(2n + 1)        | min(p,q)  | CpCq                        | ordre 2               | 1 si p ≠ q, 2 si p = q.            | Sp2p,2q(R)      | 4pq                              | Grassmannienne of p-sous-espaces de Hp,q. si p ou q vaut 1, espace projectif quaternionique                                                  | Grassmannienne of p-sous-espaces de Hp,q. si p ou q vaut 1, espace hyperbolique quaternioniqu                                                                    |                                           |
| Dn I (n ≥ 4) p+q = 2n                    | n(2n − 1)        | min(p,q)  | SO(p)SO(q)                  |                       | si p et q ≥ 3, ordre 8.            | SO(p,q)         | pq                               | Grassmannienne de p-sous-espaces de Rp+q. si p ou q vaut 1, espace projectif si p ou q vaut 2; hermitien si p ou q vaut 4, quaternion-Kähler | Grassmannienne de p-sous-espaces définis positifs de Rp,q. si p ou q vaut 1, espace hyperbolique si p ou q vaut 2, hermitien si p ou q vaut 4, quaternion-Kähler | si p = q, scindé si p-q ≤ 2, quasi-scindé |
| Dn III (n ≥ 4)                           | n(2n − 1)        | ⌊n/2⌋     | An−1R1                      | Infini cyclique       | ordre 2                            | SO*(2n)         | n(n − 1)                         | Hermitien Structures quaternioniques sur R2n compatible avec la structure euclidienne.                                                       | Hermitien Formes quadratiques quaternioniques sur R2n |                                           |
| E62 II (quasi-scindé)                    | 78               | 4         | A5A1                        | Cyclique, ordre 6     | ordre 2                            | E II            | 40                               | Quaternion-Kähler | Quaternion-Kähler | Quasi-scindé, non scindé.                 |
| E6−14 III                                | 78               | 2         | D5S1                        | Infini cyclique       | Trivial                            | E III           | 32                               | Hermitien Plan projectif elliptique de Rosenfeld                                                                                             | Hermitien Plan projectif hyperbolique de Rosenfeld |                                           |
| E6−26 IV                                 | 78               | 2         | F4                          | Trivial               | ordre 2                            | E IV            | 26                               | Ensemble des plans projectifs de Cayley dans le plan projectif                                                                               | Ensemble des plans hyperbolique de Cayley dans le plan projectif                                                                                                 |                                           |
| E7−5 VI                                  | 133              | 4         | D6A1                        | Non cyclique, ordre 4 | Trivial                            | E VI            | 64                               | Quaternion-Kähler | Quaternion-Kähler |                                           |
| E7−25 VII                                | 133              | 3         | E6S1                        | Infini cyclique       | ordre 2                            | E VII           | 54                               | Hermitien | Hermitien |                                           |
| E8−24 IX                                 | 248              | 4         | E7 × A1                     | ordre 2               | 1                                  | E IX            | 112                              | Quaternion-Kähler | Quaternion-Kähler |                                           |
| F4−20 II                                 | 52               | 1         | B4 (Spin9(R))               | ordre 2               | 1                                  | F II            | 16                               | Plan de Cayley projectif Quaternion-Kähler                                                                                                   | Plan de Cayley hyperbolique Quaternion-Kähler |                                           |

## Groupes de Lie simples de petite dimension
La table suivant répertorie quelques groupes de Lie avec des algèbres de Lie simples de petite dimension. Les groupes sur une ligne donnée ont tous la même algèbre de Lie. Dans le cas de la dimension 1, les groupes sont abéliens et non simples.
| Dim | Groupes |                                          | Espace symétrique                                                     | Dual compact                                             | Rang | Dim |
| --- | --- | ---------------------------------------- | --------------------------------------------------------------------- | -------------------------------------------------------- | ---- | --- |
| 1   | {\displaystyle \mathbb {R} }, {\displaystyle \mathbb {S} ^{1}=U(1)=SO_{2}(\mathbb {R} )=\mathrm {Spin} (2)}                                   | Abélien                                  | Droite réelle {\displaystyle \mathbb {R} }                            |                                                          | 0    | 1   |
| 3   | {\displaystyle \mathbb {S} ^{3}=\mathrm {Sp} (1)=SU(2)=\mathrm {Spin} (3),SO_{3}(\mathbb {R} )=PSU(2)}                                        | Compact                                  |                                                                       |                                                          |      |     |
| 3   | SL2({\displaystyle \mathbb {R} }) = Sp2({\displaystyle \mathbb {R} }), SO2,1({\displaystyle \mathbb {R} })                                    | Scindé, Hermitien, hyperbolique          | Plan hyperbolique {\displaystyle \mathbb {H} ^{2}}                    | Sphère S2                                                | 1    | 2   |
| 6   | SL2({\displaystyle \mathbb {C} }) = Sp2({\displaystyle \mathbb {C} }), SO3,1({\displaystyle \mathbb {R} }), SO3({\displaystyle \mathbb {C} }) | Complexe                                 | Espace hyperbolique {\displaystyle \mathbb {H} ^{3}}                  | Sphère S3                                                | 1    | 3   |
| 8   | SL3({\displaystyle \mathbb {R} }) | Scindé                                   | Structures euclidiennes sur {\displaystyle \mathbb {R} ^{3}}          | Structures réelles sur {\displaystyle \mathbb {C} ^{3}}  | 2    | 5   |
| 8   | SU(3) | Compact                                  |                                                                       |                                                          |      |     |
| 8   | SU(1,2) | Hermitien, quasi- Scindé, quaternionique | Plan hyperbolique complexe                                            | Plan projectif complexe                                  | 1    | 4   |
| 10  | Sp(2) = Spin(5), SO5({\displaystyle \mathbb {R} })                                                                                            | Compact                                  |                                                                       |                                                          |      |     |
| 10  | SO4,1({\displaystyle \mathbb {R} }), Sp2,2({\displaystyle \mathbb {R} })                                                                      | Hyperbolique, quaternionique             | Espace hyperbolique {\displaystyle \mathbb {H} ^{4}}                  | Sphère S4                                                | 1    | 4   |
| 10  | SO3,2({\displaystyle \mathbb {R} }), Sp4({\displaystyle \mathbb {R} })                                                                        | Scindé, Hermitien                        | Demi-espace supérieur de Siegel                                       | Structures complexe sur {\displaystyle \mathbb {H} ^{2}} | 2    | 6   |
| 14  | G2 | Compact                                  |                                                                       |                                                          |      |     |
| 14  | G2 | Scindé, quaternionique                   | Sous-algèbre quaternionique sans division des octonions sans division | Sous-algèbre quaternionique des octonions                | 2    | 8   |
| 15  | SU(4) = Spin(6), SO6({\displaystyle \mathbb {R} })                                                                                            | Compact                                  |                                                                       |                                                          |      |     |
| 15  | SL4({\displaystyle \mathbb {R} }), SO3,3({\displaystyle \mathbb {R} })                                                                        | Scindé                                   | {\displaystyle \mathbb {R} }3 dans {\displaystyle \mathbb {R} }3,3    | Grassmannienne G(3,3)                                    | 3    | 9   |
| 15  | SU(3,1) | Hermitien                                | Espace hyperbolique complexe                                          | Espace projectif complexe                                | 1    | 6   |
| 15  | SU(2,2), SO4,2({\displaystyle \mathbb {R} })                                                                                                  | Hermitien, quasi- Scindé, quaternionique | {\displaystyle \mathbb {R} }2 dans {\displaystyle \mathbb {R} }2,4    | Grassmannienne G(2,4)                                    | 2    | 8   |
| 15  | SL2({\displaystyle \mathbb {H} }), SO5,1({\displaystyle \mathbb {R} })                                                                        | Hyperbolique                             | Espace hyperbolique {\displaystyle \mathbb {H} ^{5}}                  | Sphère S5                                                | 1    | 5   |
| 16  | SL3({\displaystyle \mathbb {C} }) | Complexe                                 |                                                                       | SU(3)                                                    | 2    | 8   |
| 20  | SO5({\displaystyle \mathbb {C} }), Sp4({\displaystyle \mathbb {C} })                                                                          | Complexe                                 |                                                                       | Spin5({\displaystyle \mathbb {R} })                      | 2    | 10  |
| 21  | SO7({\displaystyle \mathbb {R} }) | Compact                                  |                                                                       |                                                          |      |     |
| 21  | SO6,1({\displaystyle \mathbb {R} }) | Hyperbolique                             | Espace hyperbolique {\displaystyle \mathbb {H} ^{6}}                  | Sphère S6                                                |      |     |
| 21  | SO5,2({\displaystyle \mathbb {R} }) | Hermitien                                |                                                                       |                                                          |      |     |
| 21  | SO4,3({\displaystyle \mathbb {R} }) | Scindé, quaternionique                   |                                                                       |                                                          |      |     |
| 21  | Sp(3) | Compact                                  |                                                                       |                                                          |      |     |
| 21  | Sp6({\displaystyle \mathbb {R} }) | Scindé, hermitien                        |                                                                       |                                                          |      |     |
| 21  | Sp4,2({\displaystyle \mathbb {R} }) | Quaternionique                           |                                                                       |                                                          |      |     |
| 24  | SU(5) | Compact                                  |                                                                       |                                                          |      |     |
| 24  | SL5({\displaystyle \mathbb {R} }) | Scindé                                   |                                                                       |                                                          |      |     |
| 24  | SU4,1 | Hermitien                                |                                                                       |                                                          |      |     |
| 24  | SU3,2 | Hermitien, quaternionique                |                                                                       |                                                          |      |     |
| 28  | SO8({\displaystyle \mathbb {R} }) | Compact                                  |                                                                       |                                                          |      |     |
| 28  | SO7,1({\displaystyle \mathbb {R} }) | Hyperbolique                             | Espace hyperbolique {\displaystyle \mathbb {H} ^{7}}                  | Sphère S7                                                |      |     |
| 28  | SO6,2({\displaystyle \mathbb {R} }) | Hermitien                                |                                                                       |                                                          |      |     |
| 28  | SO5,3({\displaystyle \mathbb {R} }) | Quasi- Scindé                            |                                                                       |                                                          |      |     |
| 28  | SO4,4({\displaystyle \mathbb {R} }) | Scindé, quaternionique                   |                                                                       |                                                          |      |     |
| 28  | SO∗8({\displaystyle \mathbb {R} }) | Hermitien                                |                                                                       |                                                          |      |     |
| 28  | G2({\displaystyle \mathbb {C} }) | Complexe                                 |                                                                       |                                                          |      |     |
| 30  | SL4({\displaystyle \mathbb {C} }) | Complexe                                 |                                                                       |                                                          |      |     |

## Groupes simplement lacés
Un groupe simplement lacé est un groupe de Lie dont le diagramme de Dynkin ne contient que des liens simples, et donc toutes les racines non nulles de l'algèbre de Lie correspondante ont la même longueur. Les groupes des séries A, D et E sont tous simplement entrelacés, mais aucun groupe de type B, C, F ou G n'est simplement entrelacé.

## Lectures complémentaires
- Nathan Jacobson, Exceptional Lie Algebras, CRC Press, 1971 (ISBN 0-8247-1326-5)
- William Fulton et Joe Harris, Representation Theory: A First Course, Springer, 2004 (ISBN 978-1-4612-0979-9, DOI 10.1007/978-1-4612-0979-9)